# Bugatti (výrobce textilu)
bugatti Holding Brinkmann GmbH & Co. KG je v roce 1947 založený německý výrobce módního oblečení, textilu a obuvi. Vznikl jako F. W. Brinkmann GmbH & Co. KG. Sídlo má ve východovestfálském městě Herford.
Boty značky Bugatti jsou převážně módní a prestižní záležitostí. Do roku 2009 se značka specializovala na pánské boty, ale od tohoto roku vyrábí i dámské modely. Většina obuvi je vyrobena z kůže, výjimečně je svršek textilní nebo ze syntetického materiálu.

## Historie firmy
V počátku všeho byl Johan Müller, který měl ve Schwelmu malé ševcovství. Díky poctivé řemeslné práci se brzy proslavil a byl znám široko daleko. Dílnu po něm přebral syn Hans, který měl jak dobrou znalost výroby obuvi, tak i velké ambice. Toužil po rozšíření jejich bot do celé Evropy. V padesátých, šedesátých a sedmdesátých letech dvacátého století koupil další 3 obuvnické firmy – Kerstadt, Leiser a GEB. Díky nim byl schopen pokrývat výrobu a firma rostla. Inspiraci bot hledal v Itálii a Portugalsku.
Obuvnická značka Bugatti v současné době podléhá pod švýcarskou skupinu AstorMueller group se sídlem ve Švýcarsku. Hlavou této firmy je vnuk zakladatele Johana Müllera - Tim Torsten Müller.
Výrobce módní obuvi Bugatti nemá s automobilkou Bugatti nic společného. Stejný název obou firem je čistě náhodný.

## Vznik jména
Název Bugatti vznikl až v roce 1978 a to velmi neobvyklým způsobem. Obchodní oddělení hledalo italsky znějící název a tak si jednoduše vybrali v milánském telefonním seznamu